# NGC 2239
NGC 2239 (другие обозначения — NGC 2244, OCL 515) — рассеянное скопление в созвездии Единорог.
Этот объект занесён в новый общий каталог несколько раз, с обозначениями NGC 2239, NGC 2244.
Этот объект входит в число перечисленных в оригинальной редакции «Нового общего каталога».
NGC 2239 является ярким и молодым скоплением. Находится в туманности Розетка. Джон Гершель допустил ошибку в 1 минуту прямого восхождения в координатах объекта через 30 лет после его открытия. Ни один из Гершелей не заметил туманности вокруг скопления.
В этом скоплении есть несколько сверхгорячих звёзд класса O. Его возраст оценивается менее чем в 5 миллионов лет. Ярчайшая звезда в видимой области скопления — 12 Единорога, гигант класса К. Она не входит в скопление и находится ближе него. Две самых ярких звезды, входящих в скопление — HD 46223 спектрального класса O4V и HD 46150 спектрального класс O5V. Первая звезда в 400 000 раз ярче Солнца и примерно в 50 раз массивнее, вторая в 450 000 раз ярче и до 60 раз массивнее. Не исключено, что это двойная звезда.